# Hada canescens
Hada canescens là một loài bướm đêm trong họ Noctuidae.